# Raspberry Pi OS

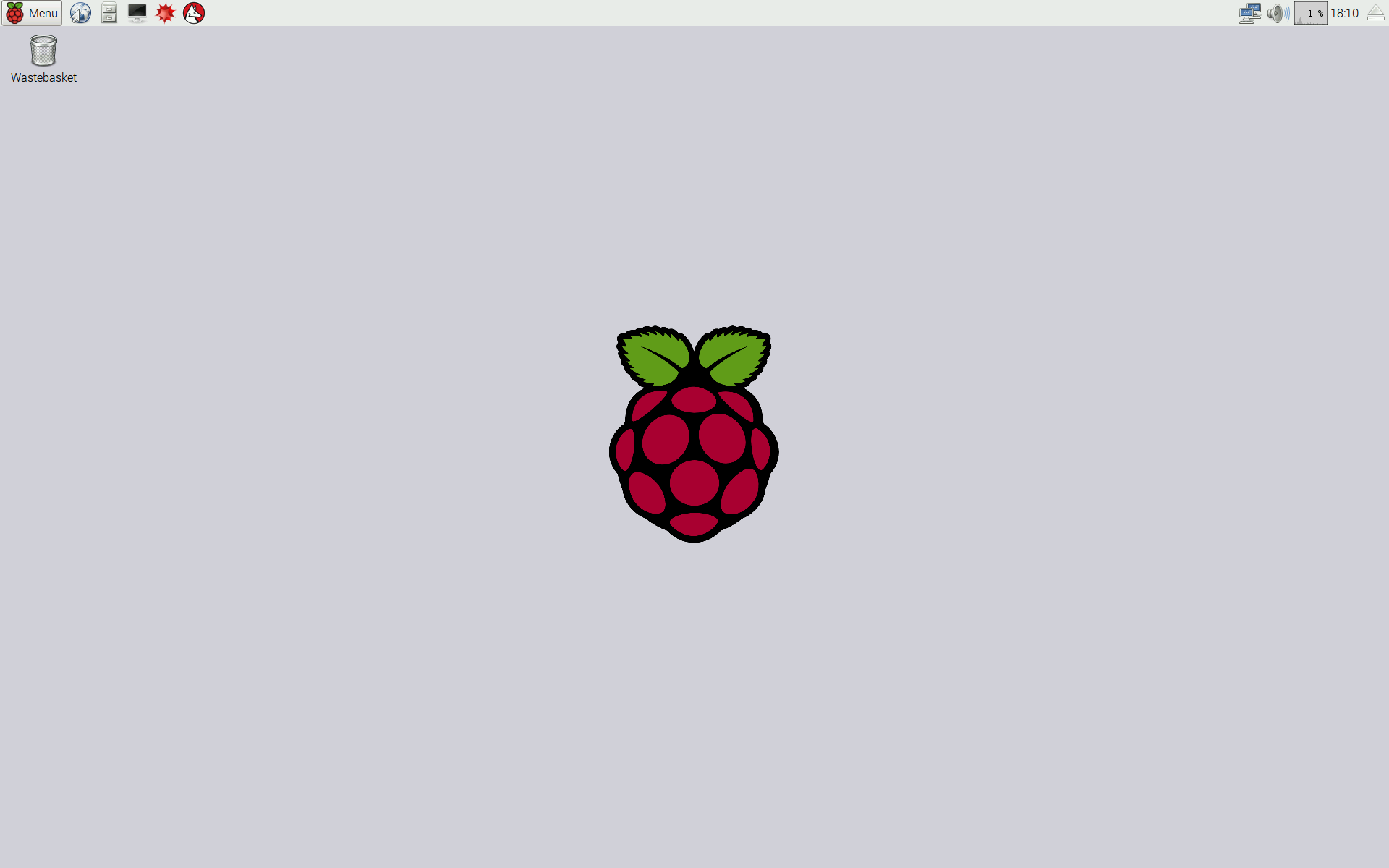
Fig.1 Logo del sistema operatiu Raspberry Pi OS

Raspberry Pi OS (antigament anomenat Raspbian) és una distribució de Linux basada en l'arquitectura de Debian i optimitzada per al maquinari conegut com a Raspberry Pi. Des del 2015 ha estat oficialment proveïda per la Fundació Raspberry Pi. Raspberry Pi OS va ser creat per Mike Thompson i Peter Green com a projecte independent, amb la versió inicial del 2012.
Thompson, en vore el potencial de Raspberry per a la robòtica, es lamentà que l'adaptació de Fedora (distribució Linux) per a la plataforma no aprofitara la FPU del sistema, per la qual cosa decidí convertir la seua disto preferida, Debian, encara que llavors tampoc oferia suport per als processadors ARMv6 que utilitzava Raspberry.

## Característiques
- Està basat en la versió Debian de Linux.[5]
- El gestor de paquets és el dpkg i la versió inicial constava de més de 35.000 paquets de programari.
- S'adapta al processadors ARM de tipus RISC.
- Utilitza PIXEL (acrònim d'Improved Xwindows Environment, Lightweight) com a entorn gràfic, basat en una modificació de LDXE i d'Openbox.
- La distribució ve equipada amb diferents programaris: Mathematica, Minecraft Pi, versió lleugera de Chromium…

## Versió dels paquets més importants
| Paquet | Versió 2017-09-07 | Versió 2017-07-05 | Versió 2015-02-16 |
| abiword (3.0.2) | --                | --                | --                |
| alsa-lib ([]) | 1.1.3             | 1.0.28            | 1.0.25            |
| ati-driver (16.40) | --                | --                | --                |
| bash (4.4.12) | 4.4               | 4.3               | 4.2               |
| bind ([]) | --                | --                | --                |
| chromium (62.0.3202.62) | 60.0.3112.89      | 56.0.2924.84      | --                |
| cups (2.2.5) | 2.2.1             | 1.7.5             | 1.5.3             |
| dhcp ([]) | 4.3.5             | 4.3.1             | 4.2.2             |
| e2fsprogs (1.43.7) | 1.43.4            | 1.43.3            | 1.42.5            |
| firefox (56.0.1) | --                | --                | --                |
| freetype (2.8.1) | 2.6.3             | 2.6               | 2.5.2             |
| gcc (7.2.0) | 6.3.0             | 4.9.2             | 4.6.3             |
| gimp (2.8.22) | --                | --                | --                |
| glibc (2.26) | 2.24              | 2.19              | 2.13              |
| gnome-shell ([[Ftp://ftp.gnome.org/pub/gnome/sources/gnome-shell/3.26/gnome-shell-3.26.1.tar.xz%7C3.26.1%5BEnllaç+no+actiu%5D]]) | --                | --                | --                |
| gnucash (2.6.18-1) | --                | --                | --                |
| gnumeric ([[Ftp://ftp.gnome.org/pub/gnome/sources/gnumeric/1.12/gnumeric-1.12.35.tar.xz%7C1.12.35%5BEnllaç+no+actiu%5D]])        | --                | --                | --                |
| grub ([]) | --                | --                | --                |
| gtk+ ([[Ftp://ftp.gnome.org/pub/GNOME/sources/gtk+/3.22/gtk+-3.22.24.tar.xz%7C3.22.24%5BEnllaç+no+actiu%5D]])                    | 3.22.11           | 3.14.5            | 2.24.10           |
| httpd (2.4.28) | --                | --                | --                |
| inkscape (0.92.2) | --                | --                | --                |
| k3b (17.08.2) | --                | --                | --                |
| kmod (24) | 23                | 18                | 9                 |
| libgnome ([[Ftp://ftp.gnome.org/pub/gnome/sources/libgnome/2.32/libgnome-2.32.1.tar.bz2%7C2.32.1%5BEnllaç+no+actiu%5D]])         | --                | --                | --                |
| libreoffice (5.4.2) | 5.2.7             | 4.3.3             | --                |
| linux (4.13.9) | 4.5               | 4.4.34            | 3.12              |
| lxde-common (0.99.2) | 0.99.2            | 0.99.0            | 0.5.5             |
| mariadb ([[Ftp://ftp.osuosl.org/pub/mariadb/mariadb-10.2.9/source/mariadb-10.2.9.tar.gz%7C10.2.9%5BEnllaç+no+actiu%5D]])         | --                | --                | --                |
| mate-desktop (1.18.0) | --                | --                | --                |
| mesa (17.2.3) | 13.0.6            | 13.0.0            | 8.0.5             |
| mysql (5.7.20) | --                | --                | --                |
| nautilus ([[Ftp://ftp.gnome.org/pub/gnome/sources/nautilus/3.26/nautilus-3.26.0.tar.xz%7C3.26.0%5BEnllaç+no+actiu%5D]])          | --                | --                | --                |
| NVIDIA (384.90) | --                | --                | --                |
| openbox (3.6.1) | 3.6.1             | 3.5.2             | 3.5.0             |
| openjdk (8u151) | --                | --                | --                |
| openssh (7.6p1) | 7.4p1             | 6.7p1             | 6.0p1             |
| openssl ([]) | 1.0.2l            | 1.0.1t            | 1.0.1e            |
| perl (5.26.1) | 5.24.1            | 5.20.2            | 5.14.2            |
| php (7.1.10) | --                | --                | --                |
| plasma-desktop (5.11.1) | --                | --                | --                |
| postfix ([[Ftp://ftp.porcupine.org/mirrors/postfix-release/official/postfix-3.2.3.tar.gz%7C3.2.3%5BEnllaç+no+actiu%5D]])         | --                | --                | --                |
| postgresql (10.0) | --                | --                | --                |
| Python (3.6.3) | 2.7.13            | 2.7.9             | 2.7.3             |
| qt (5.9.2) | 5.7.1             | 4.8.6             | 4.8.2             |
| samba (4.7.0) | --                | 4.2.14            | 3.6.6             |
| systemd (235) | 232               | 215               | --                |
| thunderbird (52.4.0) | --                | --                | --                |
| vim ([]) | 8.0               | 7.4               | 7.3               |
| vlc (2.2.6) | --                | --                | --                |
| xfdesktop (4.12.4) | --                | --                | --                |
| xorg-server (1.19.5) | 1.19.2            | 1.18.4            | 1.12.4            |